# Карл-Хайнц Румениге
Карл-Хайнц Румениге (на немски: Karl-Heinz Rummenigge) е бивш германски футболист, а днес директор на Байерн Мюнхен, женен с пет деца.

## Отбори
- 1963 – 1974 Борусия Липщат
- 1974 – 1984 Байерн Мюнхен
- 1984 – 1987 Интер
- 1987 – 1989 Сервет

## Успехи

### Европейски шампион
- 1980 Германия

### Вицешампион на световно първенство
- 1982 и 1986 Германия

### Носител наКЕШ
- 1975 и 1976 Байерн Мюнхен

### Шампион на Германия
- 1980 и 1981 Байерн Мюнхен

### Купа на Германия
- 1982 и 1984 Байерн Мюнхен

### Златна топкана Европа
- 1980 и 1981

### Голмайстор на немскатабундеслига
- 1980, 1981 и 1984

### Голмайстор нашвейцарската суперлига
- 1989

### Национален отбор
- 95 срещи и 45 гола
- 78 срещи докато играе за Байерн Мюнхен
- 17 срещи докато играе за Интер